# Departament poznański (Prusy Południowe)

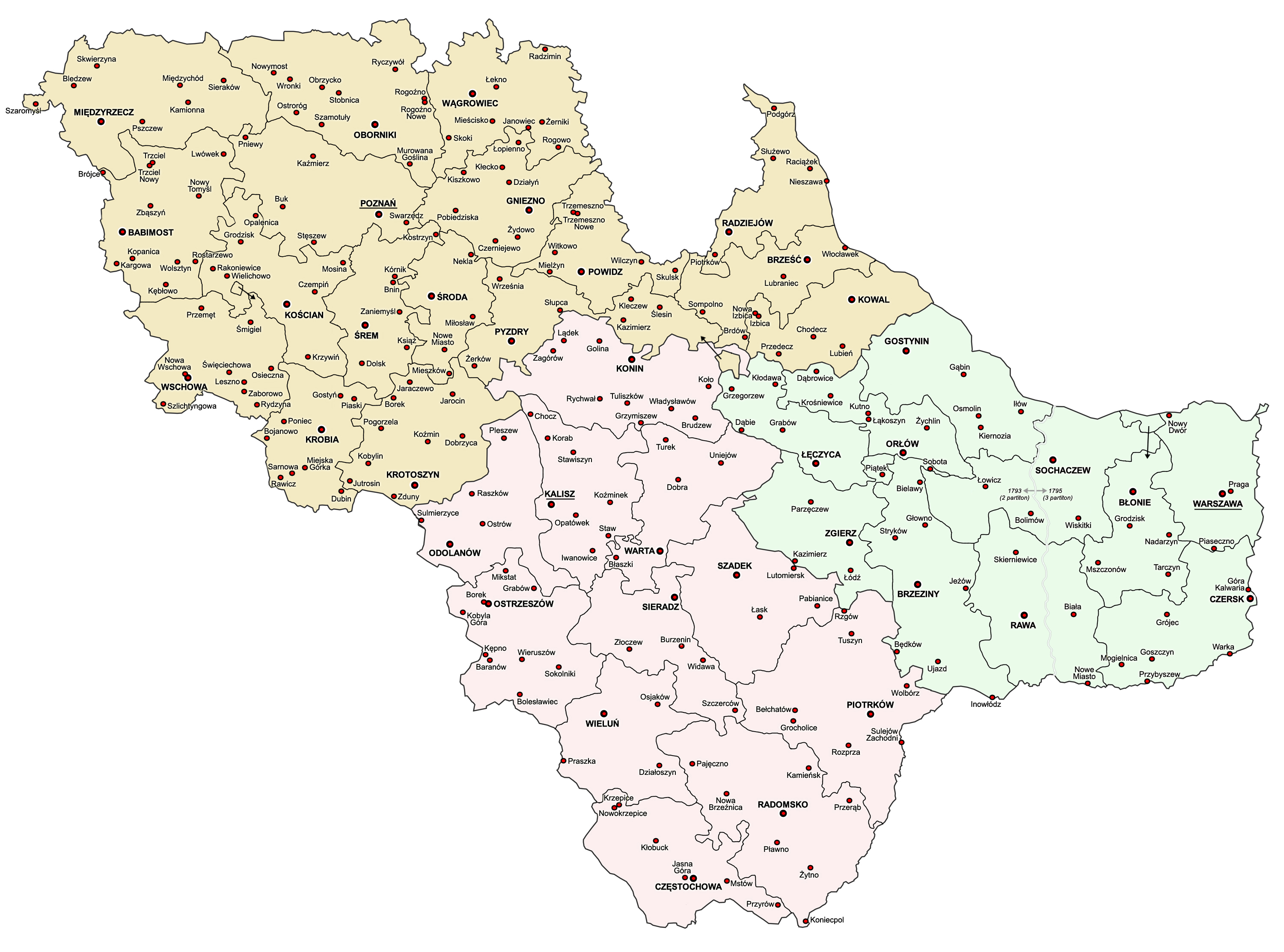
Departament poznański, 1795–1806 (kolor żółty)

Departament poznański (niem. Kriegs-und Domänen Kammerdepartament Posen) – jednostka administracyjna Prus Południowych ze stolicą w Poznaniu, utworzona zarządzeniem gabinetowym króla Prus z dnia 7 kwietnia 1793 r. z ziem zagarniętych w wyniku II rozbioru Polski. 
Departament był podzielony na 17 powiatów. Miasta tworzyły osobne jednostki administracyjne wydzielone terytorialnie i administracyjnie z powiatów, było ich 129.
W związku z przyłączeniem do prowincji części ziem zagarniętych w trakcie III rozbioru i utworzeniem departamentu kaliskiego, powierzchnię departamentu powiększono o powiaty brzeski, kowalski i radziejowski ze znoszonego departament piotrkowskiego a zmniejszono o powiaty kaliski, koniński i odolanowski na korzyść nowo utworzonego departament kaliskiego. Tak zmieniony departament, obejmował wtedy dawne województwa poznańskie i gnieźnieńskie oraz część dawnego województwa kaliskiego położoną na prawym brzegu Warty i Kujawy. Zajmował powierzchnię 22 978 km².
W 1801 dokonano niewielkich zmian granic powiatu brzeskiego; przyłączono do niego Brdów z powiatu kowalskiego oraz Sompolno z powiatu radziejowskiego. Przeniesiono też Rostarzewo z powiatu kościańskiego do powiatu babimojskiego
W 1807 został przekształcony w departament poznański Księstwa Warszawskiego.

## Podział administracyjny (powiaty)
| Podział 1793–1795 | Podział 1795–1807 |
| ----------------- | ----------------- |
| babimojski        | babimojski        |
| –                 | brzeski           |
| gnieźnieński      | gnieźnieński      |
| kaliski           | –                 |
| koniński          | –                 |
| kościański        | kościański        |
| –                 | kowalski          |
| krobski           | krobski           |
| krotoszyński      | krotoszyński      |
| międzyrzecki      | międzyrzecki      |
| obornicki         | obornicki         |
| odolanowski       | –                 |
| powidzki          | powidzki          |
| poznański         | poznański         |
| pyzdrski          | pyzdrski          |
| –                 | radziejowski      |
| śremski           | śremski           |
| średzki           | średzki           |
| wągrowiecki       | wągrowiecki       |
| wschowski         | wschowski         |